# Condado de Montgomery (Misuri)
El condado de Montgomery (en inglés, Montgomery County) es un condado del estado de Misuri, Estados Unidos. Tiene una población estimada, a mediados de 2021, de 11 405 habitantes.
La sede del condado es Montgomery City. El condado recibe su nombre en honor al general Daniel Montgomery.

## Geografía
Según la Oficina del Censo, el condado tiene un área total de 1400 km², de la cual 1386 km² son tierra y 14 km² son agua.

### Condados adyacentes
- Condado de Audrain (noroeste)
- Condado de Pike (noreste)
- Condado de Lincoln (este)
- Condado de Warren (sureste)
- Condado de Gasconade (sur)
- Condado de Callaway (oeste)
- Condado de Osage (suroeste)

## Demografía

### Censo de 2020
Según el censo de 2020, en ese momento había 11 322 personas residiendo en el condado. La densidad de población era de 8.2 hab./km².
| Raza                   | Núm.   | Porc.  |
| ---------------------- | ------ | ------ |
| Blancos                | 10 518 | 92.90% |
| Afroamericanos         | 106    | 0.94%  |
| Amerindios             | 30     | 0.26%  |
| Asiáticos              | 55     | 0.49%  |
| Isleños del Pacífico   | 5      | 0.04%  |
| Otras razas            | 87     | 0.77%  |
| De una mezcla de razas | 521    | 4.60%  |
| Total                  | 11 322 | 100%   |

Del total de la población, el 2.02% eran hispanos o latinos de cualquier raza.

### Censo de 2000
Según la Oficina del Censo, en 2000 los ingresos medios de los hogares del condado eran de $32,772 y los ingresos medios de las familias eran de $38,632. Los hombres tenían ingresos medios por $27,933 frente a los $19,809 que percibían las mujeres. Los ingresos per cápita para el condado eran de $15,092. Alrededor del 11.80% de la población estaba por debajo del umbral de pobreza.

## Transporte

### Carreteras principales
- Interestatal 70
- U.S. Route 40
- Ruta 19
- Ruta 94
- Ruta 161

## Ciudades
| - Bellflower - New Florence - High Hill | - Jonesburg - McKittrick - Middletown | - Montgomery City - Wellsville |